# Boncompagni-Ludovisi

Wappen der Boncompagni-Ludovisi (untere Hälfte: das Ludovisi-Wappen)

Die Boncompagni-Ludovisi sind ein altes italienisches Adelsgeschlecht.
Ursprünglich ein Patriziergeschlecht aus Bologna, stellte die Familie Boncompagni mit Gregorio XIII. (1502–1585) einen Papst. Dieser erhob seinen natürlichen Sohn Giacomo Boncompagni zum Herzog von Sora und Arce. Die Familie stieg damit zu Titularfürsten des Kirchenstaats auf. 
1681 heiratete Gregorio Boncompagni die Erbin der Familie Ludovisi, eines ebenfalls aus Bologna stammenden Patriziergeschlechts, das durch den ihn entstammenden Papst Gregor XV. mehrere Fürstentümer erworben hatte. So gelangten die Boncompagni in den Besitz des  Fürstentums Piombino bei Pisa, eines halbsouveränen Staates in Reichsitalien, den sie bis 1815 regierten, und des im Kirchenstaat gelegenen Herzogtums Fiano. Das Fürstenhaus Boncompagni-Ludovisi existiert bis heute.

## Geschichte
Als Stammvater der Familie gilt Giovanni Boncompagni, der 1300 urkundlich erwähnt wird. Giacomo Boncompagni (1548–1612), ein illegitimer Sohn von Ugo Buoncompagni, des späteren Papstes Gregorio XIII. wurde am 26. August 1572 legitimiert. 1578 wurde er als Nepote durch seinen Vater mit dem Marchesat Vignola bei Modena ausgestattet, 1580 mit dem Ducato di Sora und 1583 mit dem Ducato Arce (beide heute Provinz Frosinone).
Gregorio Boncompagni, duca di Sora usw., (1642–1707) nahm nach seiner Heirat mit Ippolita Ludovisi, der Schwester und Erbin des Fürsten von Piombino (Provinz Pisa) aus dem Hause Ludovisi (1681) den Namen Boncompagni-Ludovisi an. Die Ludovisi, ursprünglich ein Bologneser Adelsgeschlecht, waren mit Papst Gregor XV. auf den Heiligen Stuhl gelangt und hatten durch Nepotismus und vorteilhafte Heiraten eine Reihe von Fürstentümern erlangt, darunter das Herzogtum Fiano. Der Papstneffe Niccolò Ludovisi (1610–1664) wurde 1622 mit Isabella Gesualdo, der Tochter von Carlo Gesualdo und Erbin des Fürstentums Venosa, verheiratet; in zweiter Ehe heiratete er später Polissena Orsini, die über ihre Mutter Isabella Appiano das Fürstentum Piombino erbte, das später an Giorgios Tochter Ippolita, Gemahlin von Gregorio Boncompagni, fiel. Deren Tochter Maria Eleonora heiratete Gregorios jüngeren Bruder, ihren Cousin Antonio Boncompagni-Ludovisi. Aus dieser Ehe entstammen die Linie der nachfolgenden Fürsten von Piombino und die (später erloschene) Linie der Duchi di Fiano.
Das Fürstentum Piombino zählte als historisches Fahnenlehen zu den reichsunmittelbaren Territorien des Heiligen Römischen Reichs in Italien (sogenanntes Reichsitalien). Das Fürstentum besaß jedoch – wie fast alle oberitalienischen Reichslehen (mit Ausnahme des Herzogtums Savoyen) – nicht Sitz und Stimme auf dem Reichstag, genoss ansonsten aber einen ähnlich halbsouveränen Status wie die deutschen und die übrigen italienischen Reichsfürstentümer. 1735 kam es unter die Oberherrschaft des Königreichs Neapel als neuem Lehnsherren. 
Die Fürsten Boncompagni-Ludovisi lebten zumeist in Rom oder auf ihrem Landsitz Castello Boncompagni-Viscogliosi in Isola del Liri. Das Fürstentum Piombino wurde durch Art. 100 der Schlussakte des Wiener Kongresses vom 9. Juni 1815 in das Großherzogtum Toscana eingegliedert, die Boncompagni-Ludovisi erhielten eine Abfindung und führten weiter den Titel Principe di Piombino. Folglich werden sie im Hofkalender von 1917 korrekt in der III. Abteilung aufgeführt ("Genealogie von anderen, nicht souveränen fürstlichen Häusern Europas").
Don Francesco Maria Boncompagni-Ludovisi (* 1965) führt heute gemäß der Familientradition den Titel 15. Herzog von Sora.
Principe Don Paolo Boncompagni-Ludovisi-Rondinelli-Vitelli (1886–1960) heiratete 1910 Stefania Bourbon del Monte dei Marchesi del Monte Santa Maria, die Erbin des Schlosses Trevinano in Acquapendente, seither Sitz dieses Familienzweigs. Durch die Heirat ihres Enkels Paolo Francesco (1947–2007) mit Donna Angela Maria dei Duchi Altemps ging auch der Name Altemps auf ihren Sohn über, Principe Don Alessandro Boncompagni-Ludovisi-Rondinelli-Vitelli-Altemps, Duca d'Altemps (* 1972), verheiratet seit 2013 mit Donna Maria Carolina dei Conti Zucchini Metelli.

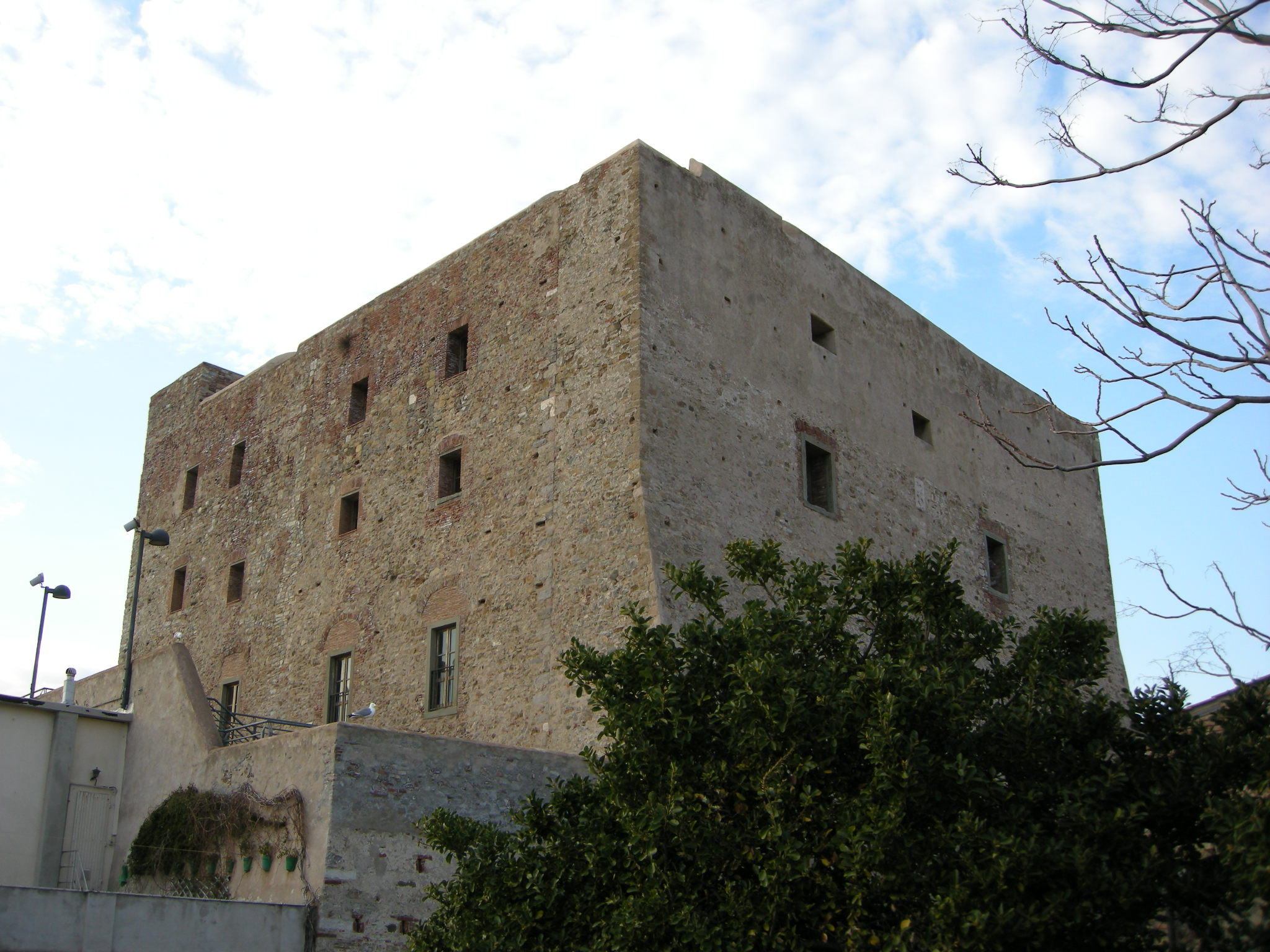
Die Burg Piombino
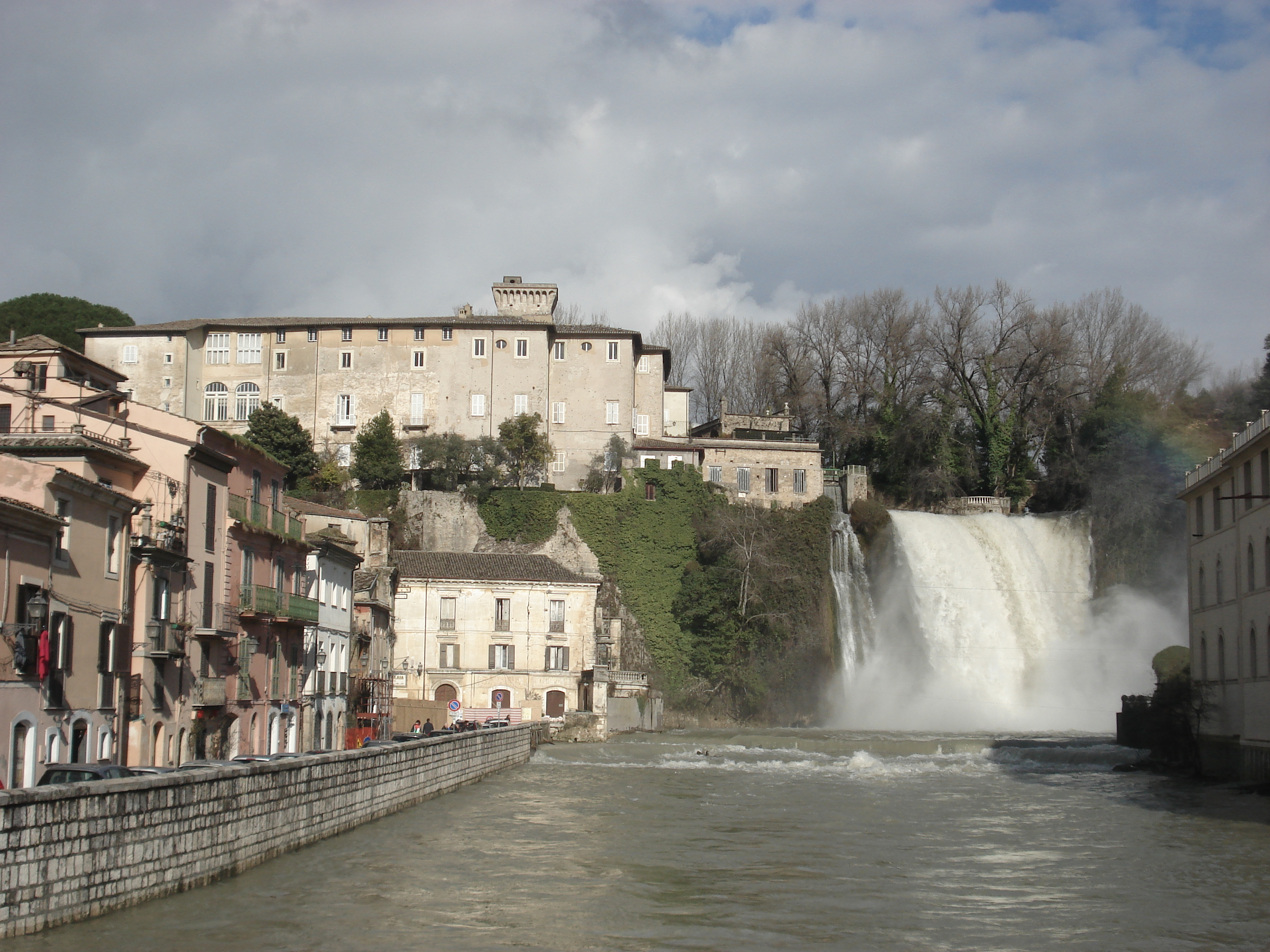
Castello Boncompagni-Viscogliosi in Isola del Liri
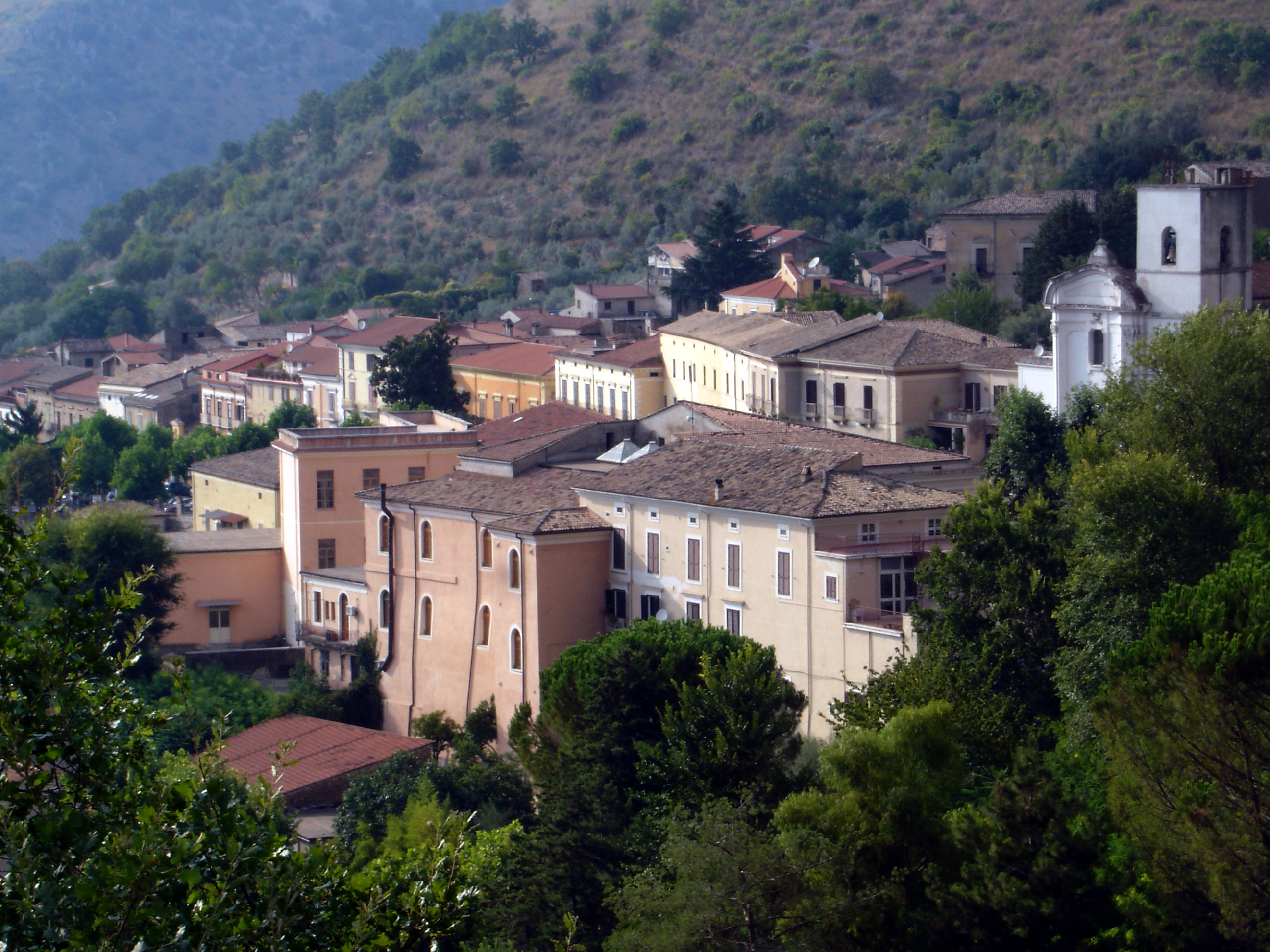
Palazzo Boncompagni in Roccasecca (Latium)
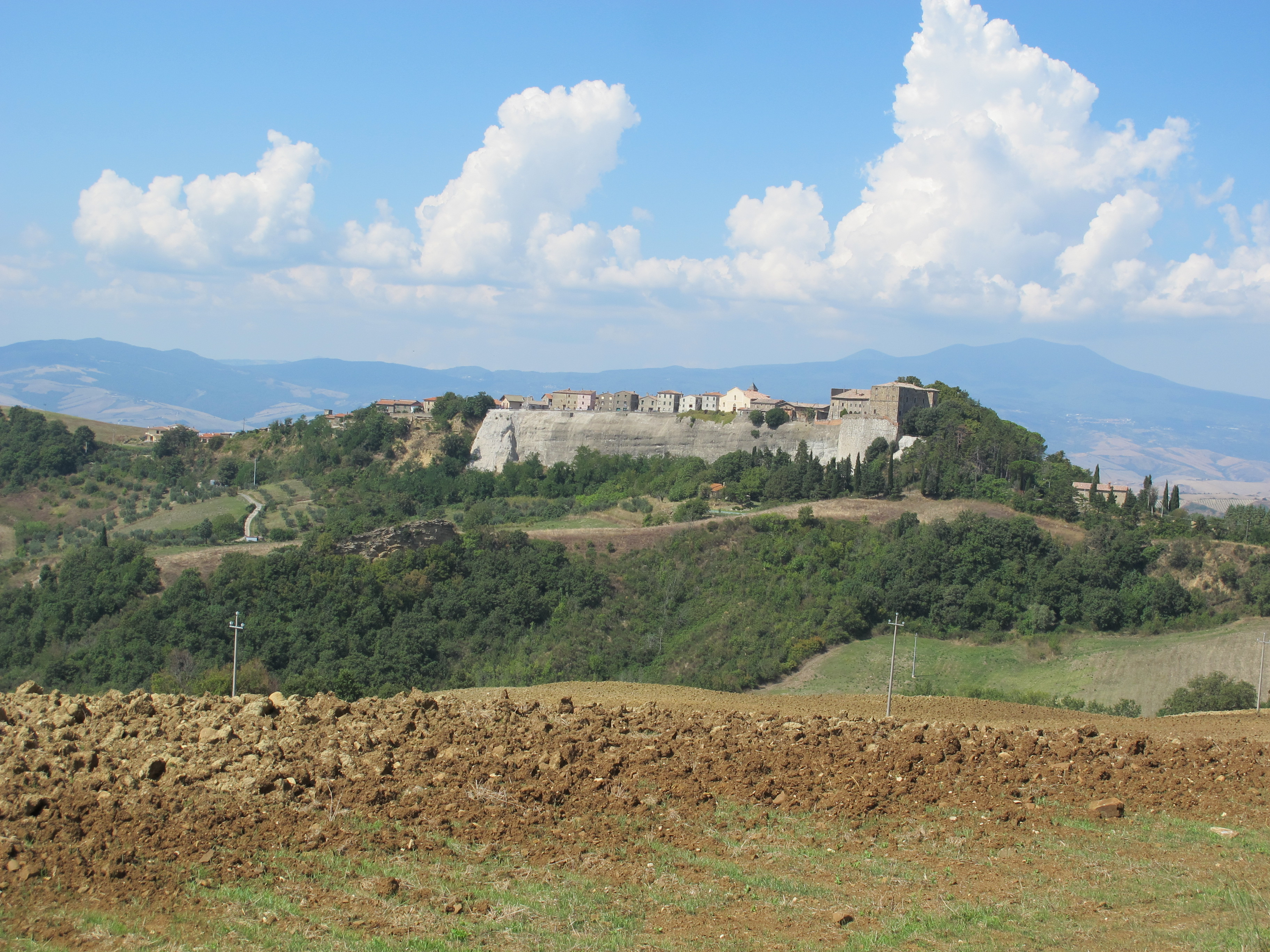
Dorf und Schloss Trevinano bei Acquapendente

## Wappen
Blasonierung des Wappens der Familie Boncompagni-Ludovisi: „Geteilt, oben in Rot ein wachsender, geflügelter, goldener Drache (Boncompagni), unten in Rot drei gekürzte goldene Schrägbalken an der Teilungslinie (Ludovisi); Fürstenhut und Mantel.“
In einer anderen Version ist der Drache schwebend als Rumpf im oberen Feld: Spaccato nel 1° di rosso al drago reciso e spiegato d'oro, nel secondo di rosso a tre bande d'oro, scorciate e ritirate in capo -- Geteilt, in 1 von Rot mit beschnittenem, (flügel)gespreiztem [spiegato] goldenem Drache, im zweiten (Feld) von Rot mit drei Schrägbalken von Gold, gekürzt und ins Schildhaupt zurückgezogen.

## Bedeutende Vertreter
- Ugo Buoncompagni, Papst Gregorio XIII. (1502–1585)
- Francesco Boncompagni-Ludovisi (1886–1955), 8. Principe di Piombino, Staatsminister, Gouverneur von Rom
- Ignazio Gaetano Boncompagni-Ludovisi (1743–1790), Kardinal der Römisch-Katholischen Kirche

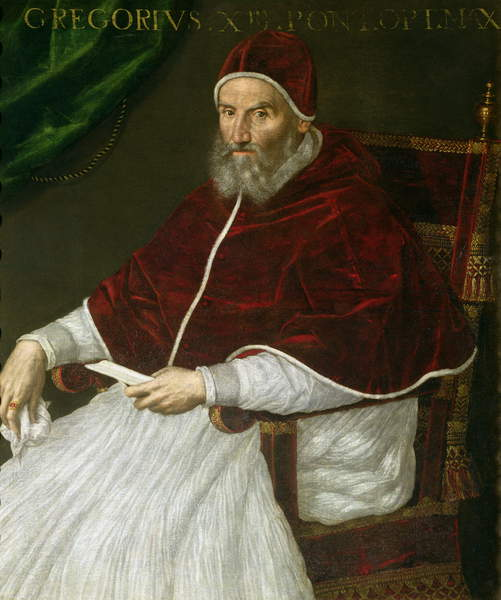
Ugo Buoncompagni (Papst Gregor XIII.), 1502–1585
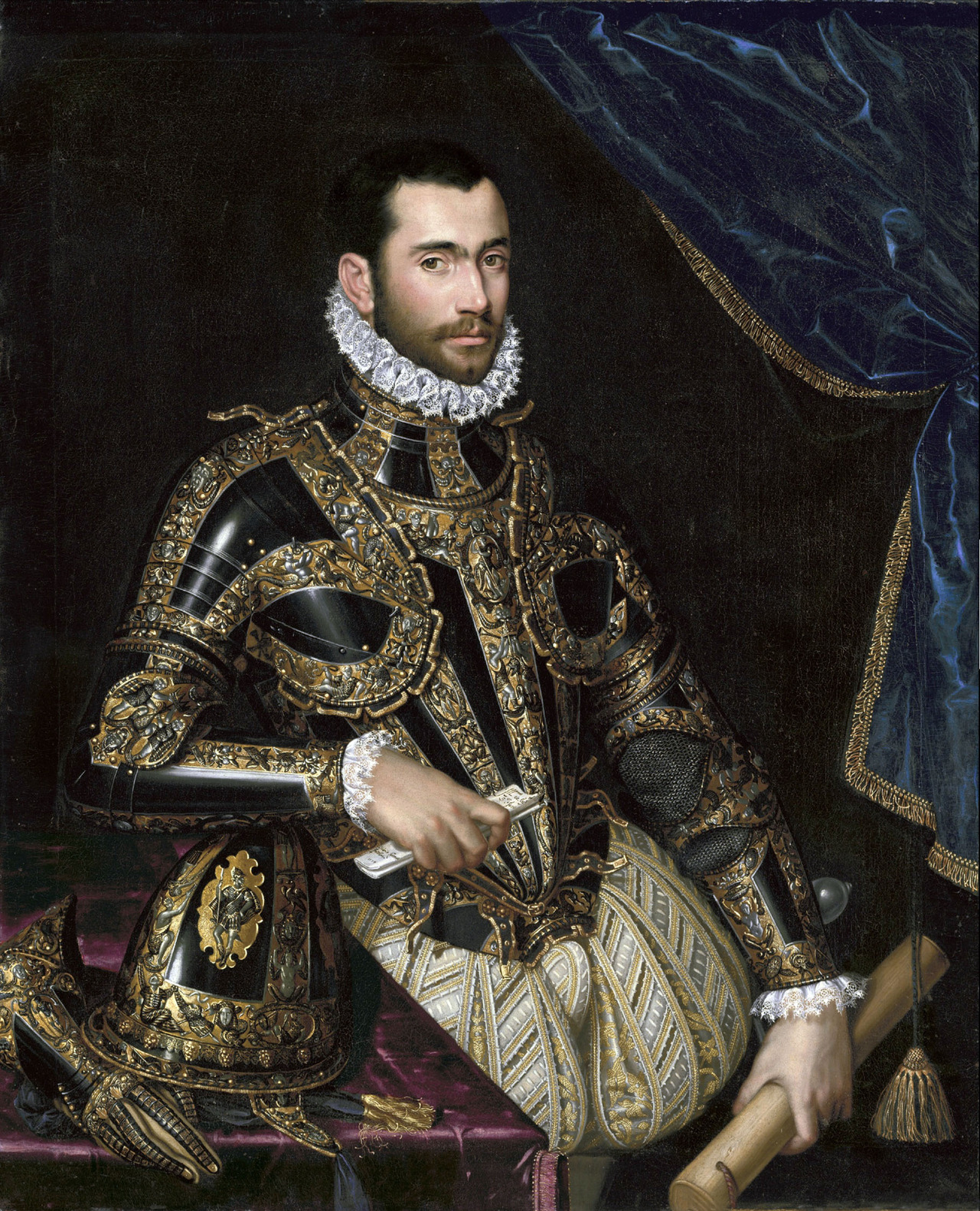
Giacomo Boncompagni, Sohn Gregors XIII., Herzog von Sora und Arce (1584–1612)